# 高部あい ラジオdeあいでチュッ
『高部あい ラジオdeあいでチュッ』（たかべあい ラジオであいでチュッ）とは、2006年10月6日から2007年3月23日までTBSラジオ『あべこうじのポッドキャスト番長』内で放送されていたラジオ番組。放送時間は毎週金曜 20:10頃 - 20:20頃（日本標準時）。
放送期間中、ビデオポッドキャストによる配信も行われていた。

## 出演者
- 高部あい